# Робчисько (Великопольське воєводство)
Робчисько (пол. Robczysko, нім. Schlesingen) — село в Польщі, у гміні Ридзина Лещинського повіту Великопольського воєводства.
Населення — 266 осіб (2011).
У 1975-1998 роках село належало до Лешненського воєводства.

## Демографія
Демографічна структура станом на 31 березня 2011 року:
|          | Загалом | Допрацездатний вік | Працездатний вік | Постпрацездатний вік |
| -------- | ------- | ------------------ | ---------------- | -------------------- |
| Чоловіки | 130     | 32                 | 87               | 11                   |
| Жінки    | 136     | 32                 | 73               | 31                   |
| Разом    | 266     | 64                 | 160              | 42                   |